# 錫拉專區
錫拉专区（希臘語：Περιφερειακή ενότητα Θήρας），是希腊南愛琴大區的一个专区。錫拉专区的管轄範圍包括圣托里尼、阿納菲島、錫基諾斯島、伊奧斯島、福萊甘茲羅斯島和爱琴海的其他几个小岛。专区首府为费拉。专区面积为314.8平方公里，2021年人口数量为19,044人。

## 行政
根据2010年卡利克拉提斯改革方案，希腊所有州份被取消。基克拉泽斯州分为包括锡拉专区在内的9个专区。锡拉专区划分为5个市镇（后面括号内数字对应地图中的数字）：
- 锡拉（1）
- 阿纳菲（2）
- 福莱甘兹罗斯（3）
- 伊奥斯（4）
- 锡基诺斯（5）